# M-69 (plataforma de satélite)
M-69 é a designação de uma plataforma de satélites multimissão desenvolvida pelo NPO Lavochkin (OKB-301), tendo sido usada nas espaçonaves intermediárias do Programa Marte e também do Programa Vênera em 1969.